# 메리 소메스
메리 소메스, 소메스 남작부인(영어: Mary Soames, Baroness Soames, 1922년 9월 15일 ~ 2014년 5월 31일)은 영국의 작가이다. 윈스턴 처칠과 그의 아내 클레멘타인의 다섯 자녀 중 막내로 1939년부터 1941년까지 적십자와 여성 자원봉사단을 포함한 공공 기관에서 일했으며 1941년에 보조 영토 봉사단에 합류했다. 그녀는 보수당 정치인 크리스토퍼 소메스의 아내였다.